# Franciszek Mazurkiewicz

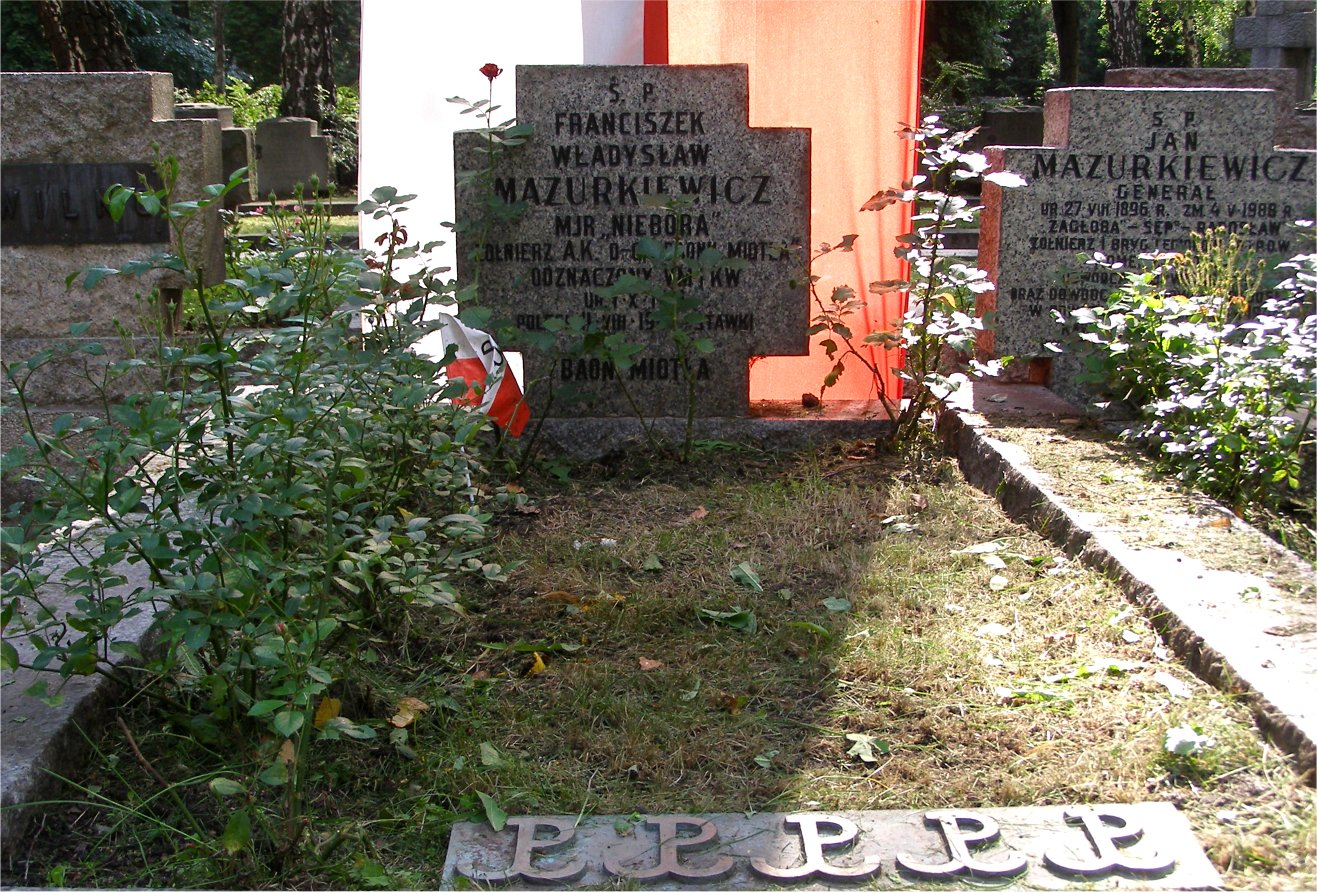
Grób na Powązkach Wojskowych

Franciszek Władysław Mazurkiewicz, ps. „Niebora”, „Korday” (ur. 1 października 1901 w Złoczowie, zm. 11 sierpnia 1944 w Warszawie) – kapitan rezerwy piechoty Wojska Polskiego, w powstaniu warszawskim dowódca Batalionu „Miotła”.

## Życiorys
Urodził się 1 października 1901 w Złoczowie, w rodzinie Bazylego i Barbary Franciszki z domu Lebrand. Był młodszym bratem generała brygady Jana Mazurkiewicza ps. „Radosław”. W rodzinnym mieście uczył się w szkole realnej. Razem z siostrą Bronisławą w 1915 wykradł ze szpitala we Lwowie rannego brata Jana, legionistę. Od 1918 we Lwowie uczył się w Państwowym Seminarium Nauczycielskim im. Stanisława Sobińskiego i zaliczył tam do wiosny 1919 dwa kursy. W listopadzie 1918 w oddziale Romana Abrahama będąc w stopniu szeregowca uczestniczył w obronie Lwowa. Oddział został przemianowany w końcu miesiąca na detaszowany batalion w którym dowodził od lutego 1919 sekcją, a od czerwca był zastępcą dowódcy plutonu i awansował do stopnia plutonowego. Od sierpnia 1919 w Oddziale Informacyjnym Frontu Wołyńskiego był zastępcą kierownika sekcji ofensywnej i oficera ewidencyjnego. Referent śledczy i organizator ekspozytury w Berdyczowie od maja 1920, a następnie zastępca referenta organizacyjnego Oddziału II dowództwa kolejno: 2 Armii, 3 Armii i Frontu Środkowego. Bezterminowo urlopowany w maju 1921. Na Nowogródczyźnie i Wołyniu (Baranowicze i Równe) był współzałożycielem Związku Strzeleckiego.
W okresie lipiec–sierpień 1931 był absolwentem Szkoły Podchorążych Rezerwy Piechoty w Grudziądzu. Od 1932 inspektor terenowy KG Związku Strzeleckiego na teren woj. nowogródzkiego. 24 października 1931 Prezydent RP Ignacy Mościcki mianował go podporucznikiem ze starszeństwem z 1 września 1931 i 87. lokatą w korpusie oficerów rezerwy piechoty, a minister spraw wojskowych wcielił do 80 pułku piechoty w Słonimiu. W 1934 nadal pozostawał na ewidencji Powiatowej Komendy Uzupełnień Baranowicze i posiadał przydział w rezerwie do 80 pp. Mianowany w styczniu 1935 oficerem Śląskiego Inspektoratu Okręgowego Straży Granicznej i służył tam aż do wybuchu wojny, a jednocześnie brał czynny udział w organizowaniu tzw. dywersji pozafrontowej. Na stopień porucznika został mianowany ze starszeństwem z 1 stycznia 1936 i 205. lokatą w korpusie oficerów rezerwy piechoty.
We wrześniu 1939 cofał się z oddziałami Straży Granicznej i w połowie września dotarł do Lwowa, a następnie w październiku przeszedł na Węgry, gdzie działał w Bazie Nr 1 „Romek”–„Liszt” w Budapeszcie. Występował w czasie jej funkcjonowania pod przybranym nazwiskiem Franciszek (Ferenc) Korday, a kiedy w styczniu 1941 zostały zlikwidowane przedstawicielstwa polskie pod ps. „Korday”. Odpowiadał w bazie za przerzuty przez Słowację i Nowy Targ do Warszawy. Odwołany do kraju przybył we wrześniu 1943 do Warszawy używając wówczas nazwiska Franciszek Kwieciński. Przydzielony został do Oddziału IV (wyszkoleniowego) KG AK i brał udział w szkoleniu dowódców plutonów i kompanii tworzącego się Batalionu „Miotła”. Mianowany z końcem roku kapitanem rezerwy, a dowódcą batalionu „Miotła” został wiosną 1944 i dowodził nim w powstaniu warszawskim. Prowadził w nocy z 1 na 2 sierpnia 1944 udany szturm na Monopol Tytoniowy przy ul. Dzielnej. Poległ 11 sierpnia 1944 podczas powstańczego kontrataku w rejonie ul. Stawki i 11 sierpnia 1944 odznaczony Orderem Virtuti Militari. Pochowany na Powązkach Wojskowych obok brata (kwatera A24-5-13). Pośmiertnie w końcu sierpnia awansowany na majora rezerwy. W uzasadnieniu pośmiertnego wniosku awansowego z 15 sierpnia 1944 napisano o nim:

Za bohaterskie dowodzenie oddziałem, zdobycie Monopolu, Nowolipek, Fajfra [sic] i Stawek. Poległ, prowadząc oddział do szturmu na Stawki. Wykazał doskonałą postawę d–cy i zasługuje na awans.

31 lipca 2013 roku w Muzeum Powstania Warszawskiego w Warszawie, w przeddzień 69. rocznicy powstania, prezydent RP Bronisław Komorowski przekazał Krzyż Srebrny Orderu Wojennego Virtuti Militari rodzinie Franciszka Mazurkiewicza.

## Ordery i odznaczenia
- Krzyż Srebrny Orderu Wojennego Virtuti Militari – 11 sierpnia 1944[2]
- Krzyż Walecznych – 1921
- Medal Niepodległości – 16 marca 1937 „za pracę w dziele odzyskania niepodległości”[9][10]

25 czerwca 1938 Komitet Krzyża i Medalu Niepodległości ponownie rozpatrzył wniosek, lecz nie przyznał mu Krzyża Niepodległości.